# Gloeopeniophorella singulare
Gloeopeniophorella singulare är en svampart som först beskrevs av Boidin, Lanq. & Gilles, och fick sitt nu gällande namn av Hjortstam & Ryvarden 2007. Gloeopeniophorella singulare ingår i släktet Gloeopeniophorella, ordningen Russulales, klassen Agaricomycetes, divisionen basidiesvampar och riket svampar.   Inga underarter finns listade i Catalogue of Life.